# Racławki (przystanek kolejowy)
Racławki – przystanek kolejowy w Racławkach, w gminie Chojnice, w powiecie chojnickim, w województwie pomorskim.

## Ruch pasażerski
| Rok  | Wymiana pasażerska na dobę |
| ---- | -------------------------- |
| 2017 | 0-9                        |
| 2022 | 0-9                        |